# Janez Dolenc (gradbenik)
Janez Dolenc, slovenski gradbeni inženir, * 7. november 1908, Vešter, † 10. april 1974, Zlatibor, Srbija. 

## Življenjepis
Dolenc je leta 1935 diplomiral na Tehniški fakulteti v Ljubljani iz gradbeništva. Pri gradnji železniških prog v Tuzli, Črnomelj - Vrbovsko (Hrvaška), v Borovnici in pri sekciji za vzdrževanje prog v Ljubljani je delal do jeseni 1944, ko ga je okupator zaprl in poslal v internacijo. Po koncu vojne je opravljal odgovorna dela na železnici in pri gradnji cest ter bil med drugim načelnik Uprave za ceste LRS (1950-59). Bil je zaslužni član Zveze inženirjev in tehnikov Jugoslavije.